# Rytidosperma richardsonii
Rytidosperma richardsonii är en gräsart som först beskrevs av Cashmore, och fick sitt nu gällande namn av Henry Eamonn Connor och Elizabeth Edgar. Rytidosperma richardsonii ingår i släktet kängurugräs (släktet), och familjen gräs. Inga underarter finns listade i Catalogue of Life.